# Seidenglanz-Mohrenfalter

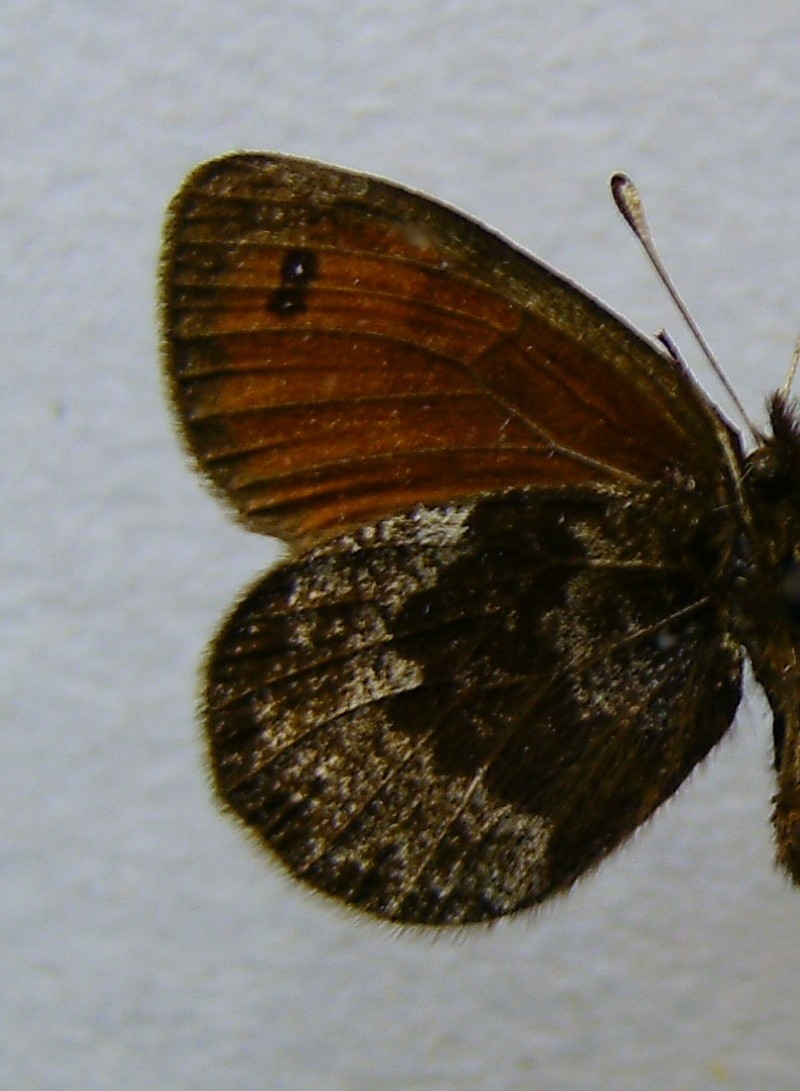
Unterseite des Seidenglanz-Mohrenfalters

Erebia gorge, weniger üblich auch Seidenglanz-Mohrenfalter, Gorge-Mohrenfalter oder Felsen-Mohrenfalter ist ein Schmetterling (Tagfalter) aus der Familie der Edelfalter (Nymphalidae). Das Artepitheton leitet sich von Gorge, einer der fünfzig Töchter des Danaos aus der griechischen Mythologie ab.

## Merkmale

### Falter
Die Falter haben eine Flügelspannweite von etwa 26 bis 32 Millimetern. Die Vorderflügel der Falter sind dunkelbraun gefärbt und zeigen einen seidigen, oftmals leicht violettroten Glanz. In der Zeichnung und Ausbildung der Augenflecken ist die Art sehr variabel. In der Postdiskalregion befindet sich eine breite orangebraune oder rotbraune Binde mit meist zwei (bis zu fünf) schwarzen, weiß gekernten Augenflecken; diese können auch ganz fehlen. Exemplare mit drei Augen am Apex werden als f. triopes, solche mit augenloser rostroter Binde als f. erynis bezeichnet. Auf den dunkelbraunen Hinterflügeln ist eine rotbraune Binde mit einigen, weiß gekernten Augenflecken meist undeutlich ausgebildet, oft fehlen diese Merkmale aber ganz. Das Saumfeld hat häufig einen leicht bläulichen Schimmer. Die Hinterflügelunterseiten sind schlierenartig dunkelgrau oder dunkelbraun, leicht weißlich überstäubt und besitzen in der Postdiskalregion eine charakteristische, mehr oder weniger scharf begrenzte, breite, meist anthrazitschwarze, stark gezackte Binde. Gelegentlich sind am Außenrand kleine weiße Augenflecke sichtbar. Die Männchen haben auf der Vorderflügeloberseite einen gut erkennbaren Duftschuppenfleck. Männchen und Weibchen haben einen etwas unregelmäßigen Hinterflügelaußenrand. Er springt bei Ader M3 meist deutlich vor.
Das Ei ist an beiden Polen abgeplattet, die Außenseite weist Längsrippen auf. Die Rippenzahl schwankt von 22 bis 31 Rippen. Kurz nach der Eiablage ist das Ei hellgelb; nach einigen Tagen färbt es sich grau mit einigen dunkleren Punkten.
Es kommen zwei Farbvarianten der Raupe vor, die Grundfarbe ist entweder grünlich oder bräunlich (rotbräunlich, beige). In der Zucht wurden bisher nur bräunliche Raupen beobachtet. Im L4-Stadium ist die dunkelbraun bis schwarz gefärbte Rückenlinie ist weiß oder gelblichweiß gesäumt. Die Nebenrückenlinien sind zunächst schwarzbraun, später nur noch schwach olivgrün gefärbt. Die zum Rücken hell begrenzte epistigmale Seitenlinie ist zunächst ein breites olivfarbenes Band mit einem Keilfleck in der Mitte des Segments, später bleibt nur noch der Keilfleck übrig. Die stigmatale Seitenlinie ist zunächst noch schwach erkennbar, die Färbung verschwindet aber zum Ende des L4-Stadiums völlig. Der Kopf ist dunkelgrün, olivgrün oder bräunlich gefärbt. Die Raupe trägt verzweigte Borsten.
Die Puppe ist etwa 11 bis 11,5 mm lang. Sie wirkt gedrungen mit einem verhältnismäßig stumpf endenden Abdomen. Der Thorax und die Flügelscheiden sind grünglich gefärbt, der Kopf und der Hinterleib hellbraun gefärbt. Es ist eine relativ breite aber schwach gezeichnete, braungrüne Rückenlinie vorhanden. Epistigmatale und Fußstreifen sind grauoliv gefärbt, die Stigmen selber rotbraun. Der Kremaster ist gerundet und trägt keine Borsten.

### Ähnliche Arten
Eine gewisse Ähnlichkeit besteht zu den Arten Schillernder Mohrenfalter (Erebia tyndarus) sowie Erebia cassioides. Beide Arten besitzen aber mehr gerundete Flügel und nie mehr als zwei Augenflecke auf den Vorderflügeln und die Flügel bei tyndarus schillern oftmals leicht grünlichgolden. Hauptunterschied ist jedoch die hellere Färbung der Hinterflügelrückseite.

## Geographische Verbreitung und Lebensraum
Erebia gorge kommt im Kantabrischen Gebirge, den Pyrenäen, Alpen, Apuseni-Gebirge, Apennin, Karpaten, den Gebirgen des Balkan und im Dinarischen Gebirge in Höhen von etwa 1600 bis über 3200 Metern vor. Die Art fliegt an vegetationsarmen, felsigen Plätzen und Geröllhalden, Erdabrissstellen, Moränen, steilen Ufern von Bergbächen, Trockenrasen mit Geröll und kann an einzelnen Stellen durchaus zahlreich sein.

## Lebensweise
Erebia gorge hat einen zweijährigen Entwicklungszyklus. Die Falter fliegen von Juli bis Mitte September. Sie sind außerordentlich aktive Flieger und fliegen bei Sonnenschein in niedrigem, schnellem Flug zusammen mit dem Eismohrenfalter (Erebia pluto) über Geröllfelder und sonnen sich gerne auf Felsen oder an den Spitzen von Wacholderzweigen (Juniperus). Das Weibchen kittet die Eier einzeln an verdorrte Pflanzenteile nur wenige Zentimeter über dem Boden. Die Eiraupen schlüpfen noch im Sommer, etwa 10 bis 12 Tage nach der Eiablage. Sie überwintern als L1 oder L2. Nach der ersten Überwinterung wächst die Raupe nur sehr langsam. Die Raupen ernähren sich von verschiedenen Gräserarten (Poaceae). Tolman & Lewington geben als Nahrungspflanzen an: Kleines Rispengras (Poa minor), Alpen-Rispengras (Poa alpina), Kalk-Blaugras (Sesleria albicans) und Alpen-Schwingel (Festuca alpina). Sonderegger gibt außerdem Felsen-Schwingel (Festuca halleri), Niedriger Schwingel (Festuca quadriflora) und Violettschwingel (Festuca violacea) als Raupennahrungspflanzen an. Die Raupe überwintert im 3. Stadium ein zweites Mal. Nach der zweiten Überwinterung häutet sie sich schnell zur L4 und wächst danach sehr schnell heran. In nur einer bis mehreren Wochen verpuppt sie sich. In der Natur liegt die Puppe frei unter Steinen. In der Zucht spinnt sich die Raupe dagegen aus einigen Spinnfäden und trockenen Pflanzenteilen eine kleine Kammer. Die Puppenruhe dauert in der Natur ca. 4 Wochen.

## Taxonomie
Die Taxonomie der Art, besonders die Untergliederung der Art in Unterarten ist noch in der Diskussion. Insgesamt wurden etwa 30 Taxa im Art- und Unterartrang sowie im infraspezifischen Bereich (Varietät, Form, Aberration und Modifikation) für diese Art vorgeschlagen. In den Alpen werden allgemein zwei Unterarten ausgeschieden. Eine dritte Population, die ursprünglich als selbständige Art vorgeschlagen wurde, später als Unterart zu Erebia gorge gestellt wurde, ist erynis Esper, 1805. Sonderegger (2005) billigt ihr, unter Vorbehalt einer Gesamtrevision der Art, nur Form-Status zu.
- Erebia gorge gorge (Hübner, 1804), unterschiedlich große Falter mit meist zwei Punkten (oder auch ohne Punkten),
- Erebia gorge triopes Speyer, 1865, mittelgroße bis große Falter mit drei oder mehr Augenflecken, südlich des Inn häufig, nördlich des Inn selten, in den übrigen Alpen sehr selten
- Erebia gorge f. ramondi Oberthür, 1909, Pyrenäen, Hinterflügelober- und Unterseite mit vier bis fünf Augenflecken, Vorderflügel mit zwei Augenflecken, selten auch drei Augenflecke
- Erebia gorge f. erynis (Esper, 1805), Augenflecke fehlen, überwiegend Seealpen und Westalpen, in den übrigen Alpen selten

In der neueren Literatur sind noch folgende, nichtalpine Unterarten oder Varietäten zu finden:
- Erebia gorge albanica Rebel, 1917, Postdiskalbinde der Vorderflügeloberseite bei den Männchen schmal und undeutlich, mit kleinen weiß gekernten Augenflecken in M1 bis M3. Die Hinterflügeloberseite ist annähernd schwarz und ohne Zeichnung. Die Hinterflügelunterseite ist dunkelbraun mit einem undeutlich begrenztem Band im Saumfeld, Albanien, Montenegro, ?Serbien
- Erebia gorge vagana Lorković, 1954, Kroatien[5]
- Erebia gorge hercegovinensis Rebel, 1903, Bosnien-Herzegowina[6]
- Erebia gorge rudkowskii (Bang-Haas, 1933), Tatra (Slowakei/Polen)
- Erebia gorge fridericikoenigi Varga, 1999, Piatra-Craiului-Gebirge, Rumänien
- Erebia gorge carboncina Verity, 1916, die Falter sind kleiner, etwas dunkler mit schmaleren Postdiskalbinden, die Augenflecke sind sehr klein bis fehlend, Apuanische Alpen, Mittlerer Apennin, Monti Sibillini (Italien)
- Erebia gorge var. gigantea Oberthür, 1884, Falter sehr groß, Kantabrisches Gebirge

## Gefährdung
In Deutschland kommt die Art nur an einigen Stellen der bayerischen Alpen vor und wird auf der Roten Liste gefährdeter Arten in Kategorie R (extrem seltene Art mit geographischer Restriktion) geführt.

## Anmerkung
1. ↑  Die deutschen Namen sind unüblich; Sonderegger (2005) stellt explizit fest: "Kein gebräuchlicher deutscher Name" (verfügbar). Auch Tolman & Lewington (1998) geben keinen deutschen Trivialnamen an.